# Chaleur interne
La chaleur interne est la source d'énergie thermique contenue à l'intérieur des objets célestes, tels que les étoiles, les naines brunes, les planètes, les lunes, les planètes naines résultant de la contraction causée par la gravité (mécanisme Kelvin–Helmholtz), la fusion nucléaire, le réchauffement par effet de marée, la solidification du noyau (enthalpie de fusion libérée lorsque le matériau du noyau fondu se solidifie) et la radioactivité.  
La quantité d'énergie interne dépend de la masse : plus l'objet est massif, plus il a de chaleur interne. Aussi, pour une densité donnée, plus l'objet est massif, plus le rapport masse sur surface est grand, et donc plus la rétention de chaleur interne est importante. La chaleur interne permet aux objets célestes de rester chauds et actifs géologiquement. 

## Petits objets célestes
Au début de l'histoire du Système solaire, les radioisotopes ayant une demi-vie de l'ordre de quelques millions d'années (comme l'aluminium-26 et le fer-60) étaient suffisamment abondants pour produire suffisamment de chaleur pour provoquer la fusion au sein de certaines lunes et même certains astéroïdes, comme Vesta. Après que ces isotopes radioactifs se furent désintégrés à des niveaux insignifiants, la chaleur générée par les isotopes radioactifs à vie plus longue (tels que le potassium-40, le thorium-232 et l'uranium-235 et l'uranium-238) est devenue insuffisante pour maintenir ces corps fondus à moins qu'ils n'aient une source alternative de chaleur interne, comme le réchauchement par effet de marée. Ainsi, la Lune, qui n'a pas de source alternative de chaleur interne est maintenant géologiquement morte, tandis qu'une lune aussi petite qu'Encelade, possédant un réchauffement par effet de marée suffisant, est capable de maintenir un cryovolcanisme directement détectable. 

## Planètes

### Planètes telluriques
La chaleur interne des planètes telluriques alimente les activités tectoniques et volcaniques. Parmi les planètes telluriques du Système solaire, la Terre possède le plus important volcanisme car elle est la plus massive. Mercure et Mars ne présentent pas d'effet de surface visible montrant l'existence d'une chaleur interne car elles ne représentent respectivement que 5 et 11 % de la masse de la Terre et sont ainsi parfois considérées comme « géologiquement mortes » (bien que Mercure ait toujours un champ magnétique). La Terre, étant plus massive, a un rapport masse sur surface suffisamment élevé pour que sa chaleur interne entraîne la tectonique des plaques et le volcanisme.

### Géantes gazeuses
Les géantes gazeuses possèdent une chaleur interne beaucoup plus importante que les planètes telluriques en raison de leur plus grande masse et de leur plus grande compressibilité, ce qui rend plus d'énergie disponible à partir de la compression gravitationnelle (mécanisme de Kelvin-Helmholtz). Jupiter, la planète la plus massive du Système solaire, a la plus grande chaleur, sa température centrale étant estimée à 36 000 K. Pour les planètes externes, la chaleur interne alimente le temps et le vent plutôt que l'énergie solaire pour les planètes telluriques.    

## Naines brunes
Les naines brunes ont une chaleur interne plus important que les géantes gazeuses mais pas aussi grande que les étoiles. Généré par la compression gravitationnelle, elle est suffisamment importante pour entretenir la fusion du deutérium avec l'hydrogène en hélium ; pour les plus grosses naines brunes, elle permet aussi de soutenir la fusion du lithium avec l'hydrogène, mais pas la fusion de l'hydrogène avec lui-même comme les étoiles. Comme les géantes gazeuses, les naines brunes peuvent avoir des phénomènes climatiques grâce à leur chaleur interne.  
Les naines brunes occupent la gamme de masse entre les géantes gazeuses les plus lourdes et les étoiles les plus légères, avec une limite supérieure d'environ 75 à 80 masses joviennes. Il est supposé que les naines brunes plus lourdes qu'environ 13 masses joviennes fusionnent le deutérium et celles supérieures à environ 65 fusionnent également le lithium. 

## Étoiles
La chaleur interne des étoiles est si importante qu'elle permet d'entretenir la réaction thermonucléaire de l'hydrogène avec lui-même pour former de l' hélium et permet même de fabriquer des éléments chimiques plus lourds (nucléosynthèse stellaire). Le Soleil, par exemple, a une température centrale de près de 15 millions de degrés. Plus les étoiles sont massives et âgées, plus elles ont une grande chaleur interne.  
Au moment de la fin de son cycle de vie, la chaleur interne d'une étoile augmente considérablement, provoqué par le changement de composition du cœur au fur et à mesure de la consommation de combustibles pour la fusion et de la contraction qui en résulte. Selon la masse de l'étoile, le noyau peut alors devenir suffisamment chaud pour fusionner l'hélium (formant du carbone, de l'oxygène et des traces d'éléments plus lourds), et pour des étoiles suffisamment massives, même de grandes quantités d'éléments plus lourds.  